# Igor Stefanović
Igor Stefanović (Svrljig, Serbia, 12 de abril de 1988) es un futbolista serbio. Juega de portero y milita en el Leixões S. C. de la Segunda División de Portugal.

## Trayectoria profesional
Formado en las categorías inferiores del FK Radnicki Niš, el portero jugó en el Rabotnicki macedonio y, en su país natal, en clubes como Radnicki Nis, Zemun, Vozdovac, Borac Cacak o Banat.
El veterano arquero ha jugado desde 2012 en Portugal: en el Santa Clara, filial del Porto; el Arouca o el Chaves, antes del salto al Moreirense, con el que jugó 31 choques en la campaña 2015-2016, con 49 goles encajados.
En julio de 2017, el portero serbio ficha por el Córdoba para las dos próximas temporadas.

## Clubes
| Club                  | País      | Año       |
| --------------------- | --------- | --------- |
| F. K. Radnički Niš    | Serbia    | 2006-2007 |
| F. K. Zemun           | Serbia    | 2007      |
| F. K. Voždovac        | Serbia    | 2007      |
| F. K. Borac Čačak     | Serbia    | 2008-2009 |
| F. K. Banat Zrenjanin | Serbia    | 2009-2010 |
| F. K. Voždovac        | Serbia    | 2010      |
| F. K. Rabotnički      | Macedonia | 2011      |
| C. D. Santa Clara     | Portugal  | 2011-2012 |
| F. C. Porto "B"       | Portugal  | 2012-2014 |
| F. C. Arouca          | Portugal  | 2013      |
| G. D. Chaves          | Portugal  | 2014-2015 |
| Moreirense F. C.      | Portugal  | 2015-2017 |
| Córdoba C. F.         | España    | 2017-2018 |
| F. C. Arouca          | Portugal  | 2018-2019 |
| Leixões S. C.         | Portugal  | 2019-     |